# Mettenheim (Renania-Palatinato)
Mettenheim è un comune di 1 679 abitanti della Renania-Palatinato, in Germania.
Appartiene al circondario (Landkreis) di Alzey-Worms (targa AZ) ed è parte della comunità amministrativa (Verbandsgemeinde) di Eich.